# Alessandra Mussolini
Alessandra Mussolini (Roma, 30 de desembre de 1962) és una política italiana, neta de Benito Mussolini, que també ha treballat com a actriu i com a model. És la fundadora i anterior líder del partit Azione Sociale, entre 2004 i 2008. També ha sigut diputada del Parlament Europeu, i membre de la cambra baixa del Parlament Italià, en representació del Partit per la Llibertat. La seva mare és la germana de l'actriu Sofia Loren.